# سوق حارة النصارى
سوق حارة النصارى أحد أسواق الواقعة داخل أسوار البلدة القديمة لمدينة القدس في حارة النصارى. فيه كثير من الأديرة والكنائس المسيحية، وكذلك مسجد عمر  في الموقع الذي صلى به الخليفة عمر بن الخطاب عند زيارته لكنيسة القيامة. وتمتاز محلات هذا السوق ببيع البخور للكنائس، وكذلك الشمع المقدس، وكثير من التحف السياحية.